# Les Tavernes
Les Tavernes es una antigua comuna suiza del cantón de Vaud, situada en el distrito de Lavaux-Oron. Desde el 1 de enero de 2012 hace parte de la comuna de Oron.

## Historia
El lugar fue mencionado por primera vez en 1343 como frigida villa ante altam crestam, en 1382 como taberna ante altam crestam. En Les Tavernes se encuentra situada la antigua abadía de Haut-Crêt. La comuna formó parte hasta el 31 de diciembre de 2007 del distrito de Oron, círculo de Oron. La comuna mantuvo su autonomía hasta el 31 de diciembre de 2011. El 1 de enero de 2012 pasó a ser una parte de la comuna de Oron, tras la fusión de las antiguas comunas de Bussigny-sur-Oron, Châtillens, Chesalles-sur-Oron, Ecoteaux, Les Tavernes, Les Thioleyres, Oron-la-Ville, Oron-le-Châtel, Palézieux y Vuibroye.

## Geografía
La antigua comuna limitaba al noroeste y norte con la comuna de Châtillens, al noreste con Oron-la-Ville, al este con Palézieux, al sureste con Les Thioleyres, al sur con Puidoux, y al suroeste con Forel (Lavaux).

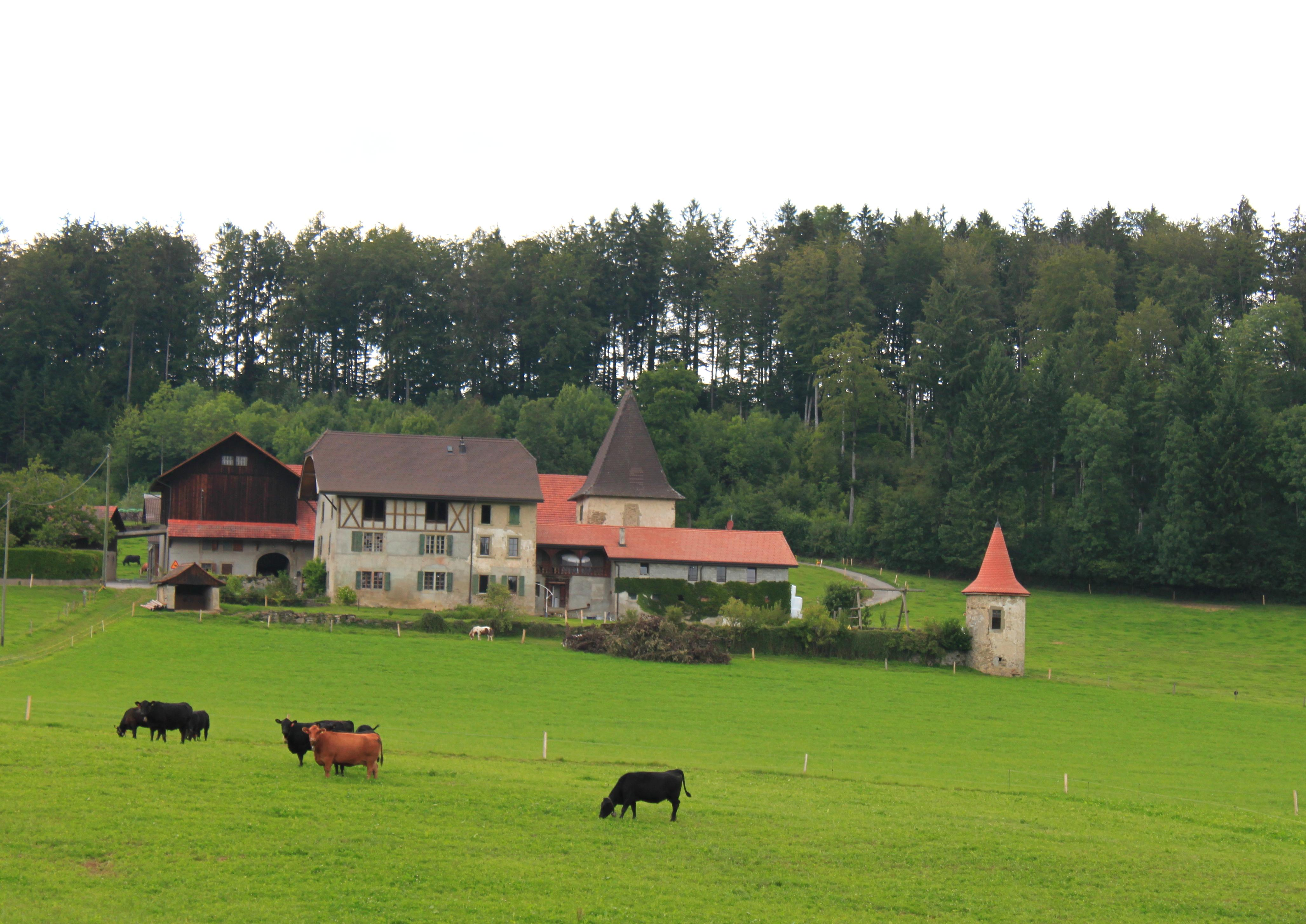
Vista de la abadía en Haut-Crêt.